# Berghaupten
Berghaupten là một xã ở huyện Ortenau ở bang Baden-Württemberg thuộc nước Đức. Đô thị này có diện tích 9,7 km², dân số thời điểm 31 tháng 12 năm 2006 là 2448 người.